# Кузя (журнал)
«Кузя» — дитячий журнал.

## Історія
З 2008 року щомісячно виходить у Донецьку. 
Матеріали друкують українською, російською та англійською мовами. Тираж (станом на 2016) — 100 тисяч примірників. 
Засновник — А. Лобачов, видавець — ТОВ «Іст-Лайнс», головний редактор — Є. Кудряшов.

## Опис
Підзаголовок «Захоплюючі пригоди. Лабіринти. Кросворди. Головоломки» визначає основний зміст видання. 
Головний герой — казковий коник-стрибунець Кузя та його друзі, які «супроводжують читача у світ пригод і таємниць», а також різноманітних творчих завдань та конкурсів, переможці яких отримують різні призи. Публікують також спецвипуски для дітей дошкільного і молодшого шкільного віку (з 2009), кросворди та сканворди (з 2012) тощо.